# Вечеря (фільм, 2017)
«Вечеря» (англ. The Dinner) — американська гостросюжетна кінодрама ізраїльського режисера Орена Мувермена, що вийшла 2017 року. Стрічка створена на основі однойменного роману голландського письменника Германа Коха. У головних ролях Річард Гір, Стів Куган, Лора Лінні.
Вперше фільм показали 10 лютого 2017 року на 67-му щорічному Берлінському міжнародному кінофестивалі.

## Сюжет
Події фільму розгортаються всього за один вечір. Відомий політик Стен та його брат Пол разом зі своїми дружинами зустрічаються в ресторані за вечерею. Під час звичайної бесіди починають випливати жахливі родинні таємниці, пов'язані зі злочинами, які вчинили їхні діти. І протягом усієї вечері напруження лише зростає. 

## У ролях
| Актор         | Персонаж      | Роль                                               |
| ------------- | ------------- | -------------------------------------------------- |
| Річард Гір    | Стен Ломан    | конгресмен, який балотується на посаду губернатора |
| Стів Куган    | Пол Ломан     | брат Стена                                         |
| Лора Лінні    | Клер Ломан    | дружина Пола                                       |
| Ребекка Голл  | Кейтлін Ломан | дружина Стена                                      |
| Хлоя Севіньї  | Барбара Ломан | колишня дружина Стена                              |
| Чарлі Пламмер | Майкл Ломан   | єдиний син Пола і Клер                             |
| Адеперо Одує  | Ніна          |                                                    |
| Майкл Чернус  | Ділан         |                                                    |

## Створення фільму

### Знімальна група
- Кінорежисер — Орен Мувермен
- Сценарист — Орен Мувермен
- Кінопродюсери — Кальдекот Чабб, Лоуренс Інглі, Юлія Лебедєва, Едді Вайсмен
- Лінійний продюсер — Еллісон Роуз Картер
- Виконавчі продюсери — Ева Марія Деніелс, Енджел Лопез, Ольга Сегура
- Композитор — Іллая Бруеггеманн
- Кінооператор — Боббі Буковскі
- Кіномонтаж — Алекс Голл
- Підбір акторів — Джоді Анґштрайх, Мерібет Фокс, Лаура Розенталь
- Художник-постановник — Келлі Макґі
- Артдиректори — Ґонсало Кордоба
- Художник по костюмах — Кетрін Джордж[2].

### Виробництво
Знімання фільму розпочалося 21 січня 2016 року.

## Нагороди та номінації
| Список нагород та номінацій           | Список нагород та номінацій | Список нагород та номінацій | Список нагород та номінацій | Список нагород та номінацій | Список нагород та номінацій |
| Кінопремія                            | Дата церемонії              | Категорія                   | Номінант(и)                 | Результат                   | Дж                          |
| ------------------------------------- | --------------------------- | --------------------------- | --------------------------- | --------------------------- | --------------------------- |
| Берлінський міжнародний кінофестиваль | 18 лютого 2017              | Золотий ведмідь             | Вечеря                      | Номінація                   | [ 4 ]                       |

### Виноски
1. 1 2  The Dinner: Release Info (англ.). Internet Movie Database. Архів оригіналу за 6 травня 2017. Процитовано 10 лютого 2017.
2. ↑  The Dinner: Full Cast & Crew (англ.). Internet Movie Database. Архів оригіналу за 6 травня 2017. Процитовано 10 лютого 2017.
3. ↑  SSN Insider Staff (22 січня 2016). On the Set for 1/22/16: Michael Fassbender Starts Shooting Universal’s ‘The Snowman’, Antonio Banderas Wraps on ‘Security’ (англ.). SSN Insider. Архів оригіналу за 5 лютого 2017. Процитовано 10 лютого 2017.
4. ↑  World Premiere of Django to Open the Berlinale 2017. Berlinale. Архів оригіналу за 4 січня 2017. Процитовано 10 лютого 2017.